# Franciszek Przysiężniak
Franciszek Przysiężniak, ps. „Ojciec Jan” (ur. 22 listopada 1909 w Krupem, zm. 30 września 1975 w Jarosławiu) – porucznik artylerii Wojska Polskiego, oficer Narodowej Organizacji Wojskowej i Narodowego Zjednoczenia Wojskowego.

## Życiorys
Ukończył Wołyńską Szkołę Podchorążych Rezerwy Artylerii we Włodzimierzu Wołyńskim. W 1938 rozpoczął służbę w  16. Pomorskim pułku artylerii lekkiej w Grudziądzu. Wziął udział w kampanii wrześniowej. 28 września 1939 pod Tomaszowem Lubelskim dostał się do niewoli niemieckiej. Zbiegł z konwoju do Niemiec. W 1942 został komendantem Komendy Powiatowej Narodowej Organizacji Wojskowej w Krasnymstawie. Stanął na czele oddziału dywersyjnego NOW, a po scaleniu z Armią Krajową NOW-AK. W listopadzie 1943 został awansowany do stopnia kapitana.
Jego Oddział Partyzancki NOW-AK „Ojca Jana”, operujący w Lasach Janowskich był jedną z najlepiej wyposażonych jednostek tego typu w całym polskim podziemiu. Oddział (choć bez swojego dowódcy) wziął udział w największej bitwie partyzanckiej z Niemcami na ziemiach polskich na Porytowym Wzgórzu.
O akcjach skierowanych przeciwko ukraińskiej ludności cywilnej informowano z oburzeniem Komendanta Okręgowego SCh-BCh „Zawoję” – Narcyza Wiatra, zwłaszcza o dokonywanych przez oddział „Ojca Jana” pospolitych rabunkach.
Po wkroczeniu Armii Czerwonej zmuszony był się ukrywać. 30 marca 1945 w Kuryłówce została zabita przez funkcjonariusza UB strzałem w plecy jego 23-letnia żona Janina Przysiężniak „Jaga”, będąca w siódmym miesiącu ciąży. Wtedy stanął na czele oddziałów leśnych okręgu „San”. 5 maja (według innych źródeł 6 lub 7 maja) 1945 jego oddział stoczył jedną z największych bitew polskich przeciw Sowietom i rozbił kolumnę oddziałów NKWD pod Kuryłówką, zabijając 57 enkawudzistów. Jesienią 1945 wyjechał na Pomorze Gdańskie. Mianowany komendantem okręgu Narodowego Zjednoczenia Wojskowego na powiaty Brodnica i Wąbrzeźno. 15 maja 1946 aresztowany w Gdańsku. Skazany na cztery lata więzienia, wyszedł po amnestii w 1947. 3 września 1948 ponownie aresztowany i skazany na 15 (8) lat więzienia. Osadzony w więzieniu we Wronkach. Zwolniony 24 grudnia 1954 (1951) prawdopodobnie dlatego, że podpisał lojalkę, lecz nie podjął aktywnej współpracy. Zwerbowany ponownie w 1971, lecz był niezdyscyplinowany i nie miał większej wartości jako współpracownik. Zmarł 30 września 1975 w Jarosławiu.
Na wniosek jego żony Eugenii, wydany na niego w 1949 roku wyrok sądowy został unieważniony w 1992. Był odznaczony Orderem Virtuti Militari V klasy Nr 13157 i Krzyżem Armii Krajowej. Został pośmiertnie awansowany ze stopnia majora do stopnia pułkownika Sił Zbrojnych Rzeczypospolitej Polskiej. Jego imieniem został nazwany most na Sanie w Jarosławiu.
14 czerwca 2022 roku w 78. rocznicę walk partyzanckich na Porytowym Wzgórzu w lasach janowskich została odsłonięta tablica upamiętniająca żołnierzy oddziału partyzanckiego NOW-AK pod dowództwem Franciszka Przysiężniaka ”Ojca Jana”, którzy w czerwcu 1944 roku wzięli udział w bitwie z wojskami niemieckimi na Porytowym Wzgórzu. 